# 穆爾-拜耶縣
5°33′S 143°48′E / 5.550°S 143.800°E
穆爾-拜耶縣（英語：Mul-Baiyer District），是巴布亞新畿內亞的縣份之一，位於新畿內亞島東部，由西高地省負責管轄，首府設於拜耶，面積1,376平方公里，2011年人口83,036，人口密度每平方公里60人。